# Mhezi
Mhezi ist ein Verwaltungsbezirk (Ward) des Distrikts Same in der tansanischen Region Kilimandscharo.

## Geografie
Mhezi liegt im Nordosten von Tansania im Südlichen Pare-Gebirge rund 110 Kilometer Luftlinie südöstlich der Regionshauptstadt Moshi. Der Westen des Landes liegt knapp über 1000 Meter über dem Meeresspiegel, nach Osten steigt es auf über 1800 Meter an.
Der Bezirk grenzt im Norden an Vumari, im Osten an Mshewa, im Süden an Vudee und im Westen an Mwembe. Bei der Volkszählung 2022 lebten 4618 Menschen in 1133 Haushalten auf einer Fläche von 21,7 Quadratkilometern.

## Gliederung
Der Bezirk besteht aus drei Gemeinden (Mtaa) mit 20 Orten (Kitongoji):
| Mteke - Mteke - Zahanati - Mwerera - Kiramweni - Mshasha - Mzerambe - Chani | Mtunguja - Kituvi - Mkoki - Kilingavo - Mpepeta - Kwachara - Chanzae | Mhezi - Kwasematongo - Kirongoya - Kweresha - Manolo - Mshewa - Same Juu - Mtunguja |

## Wirtschaft und Infrastruktur
- Bildung: Im Bezirk liegen zwei staatliche weiterführende Schulen.[8] Die Chanjagaa Secondary School[9] und die Kazita Secondary School[10] bilden Mädchen und Burschen bis zur 4. Stufe aus.
- Gesundheit: Von den drei  staatlichen Apotheken im Bezirk liegt eine im Ort Mhezi,[11] eine in Kituvi[12] und eine in Mteke. Diese führt auch größere chirurgische Eingriffe durch.[13]

## Sonstiges
In den Jahren 2017 bis 2018 förderte der Rotary Club den Bau eines Wasserversorgungssystems in Mhezi.